# La Llorona (filme)
La Llorona (Brasil: A Chorona ) é um filme de terror guatemalteco de 2019 dirigido por Jayro Bustamante sobre Enrique, um general aposentado que, após ser absolvido por supervisionar um genocídio, tem sua casa cercada por manifestantes, além de ser assombrado por lamentos misteriosos durante a noite.

## Elenco
- María Mercedes Coroy como Alma
- Sabrina De La Hoz como Natalia
- Margarita Kenéfic como Carmen
- Julio Diaz como Enrique Monteverde
- María Telón como Valeriana
- Juan Pablo Olyslager como Letona
- Ayla-Elea Hurtado como Sara

## Lançamento
La Llorona teve sua estreia mundial em 30 de agosto de 2019 no Festival de Cinema de Veneza e foi posteriormente exibido na seção Contemporary World Cinema no Festival Internacional de Cinema de Toronto. Ele foi selecionado como o candidato guatemalteco para o Oscar de melhor filme internacional no Oscar 2021. Em 6 de agosto de 2020, o filme estreou no serviço de streaming Shudder.
No Brasil, foi lançado nos cinemas pela Elite Filmes em 23 de setembro de 2021.

## Recepção
No Rotten Tomatoes, o filme atualmente possui uma taxa de 97% de aprovação, com base em 79 críticas, com uma classificação média de 8 em 10. O consenso crítico do site diz "La Llorona dá um novo toque à lenda familiar ao misturar o sobrenatural e político para um efeito resolutamente assustador". O filme também detém uma pontuação média ponderada de 79 de 100 no Metacritic com base em 14 avaliações, indicando "críticas geralmente favoráveis".